# 三足富士
三足富士（みあしふじ）は、福井県敦賀市の山である。福井県にある「ふるさと富士」11座の中では、山名に唯一「富士」が入る。国土地理院の地形図にも山名が記載されている。

## 概要
麓の疋田地区は、国道8号(新道野越)と国道161号(七里半越)が分岐する追分であり、古代の三関のひとつである愛発関があったとされる。また、戦国時代には朝倉氏の出城である疋壇城が築かれた、城跡からは、五位川を挟んで、三足富士を望むことができる。疋田は、江戸時代後期に舟川も整備され、水運で賑わった宿場でもあった。疋田地区の南の外れ辺りには、八畳岩と呼ばれる大岩があり、ここから三足富士を眺望すると、山頂部が三つに割れた富士山型に見える。

## 登山
山頂までの道はなく、登山は勧められない。藪の薄い晩秋から春先にかけて、谷筋あるいは尾根筋の急坂を藪漕ぎしながらの登山記録が見受けられるが、危険を伴う。

## ギャラリー

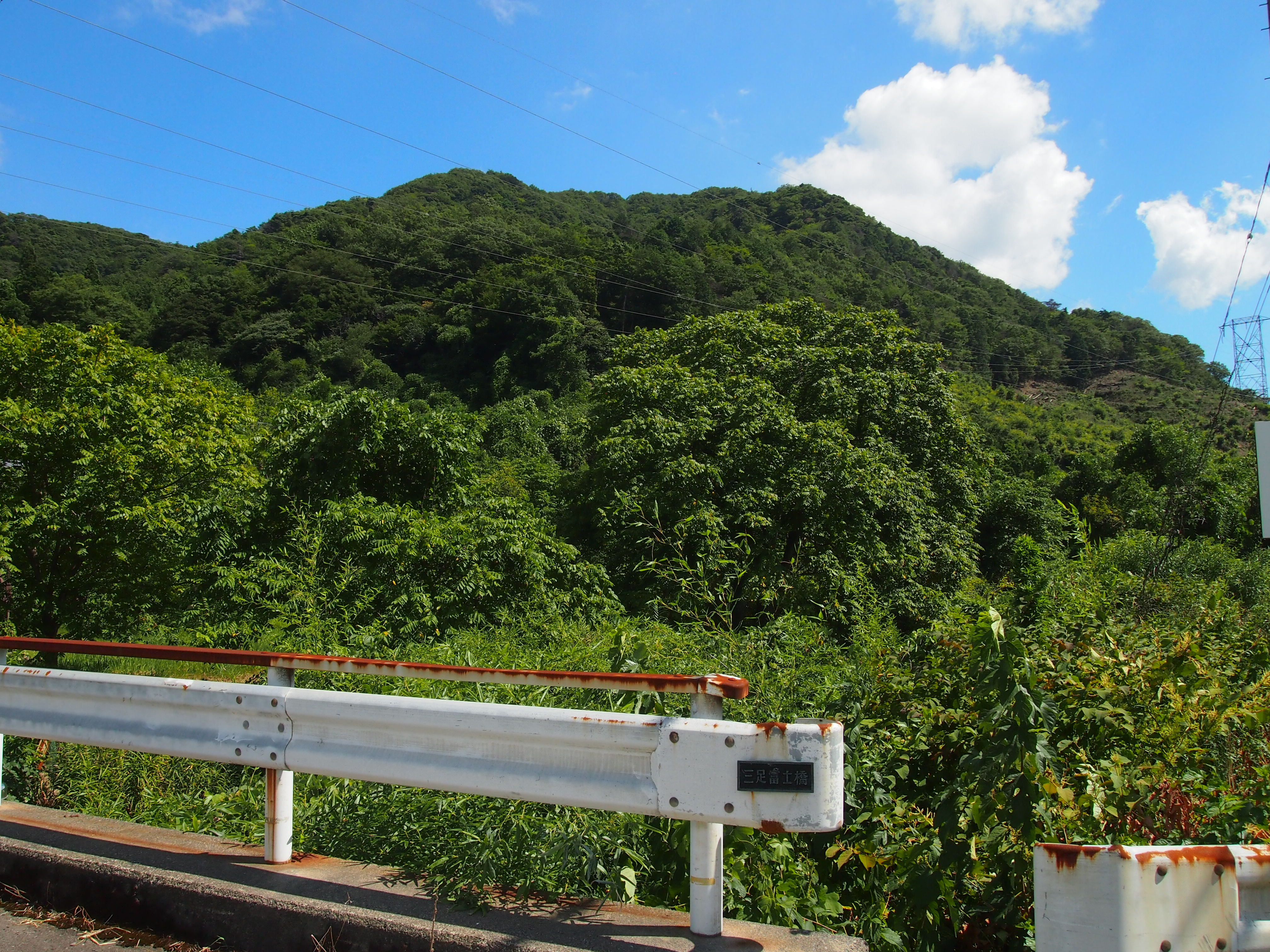
三足富士と同名の橋北緯35度36分2.8秒 東経136度6分6.6秒 / 北緯35.600778度 東経136.101833度
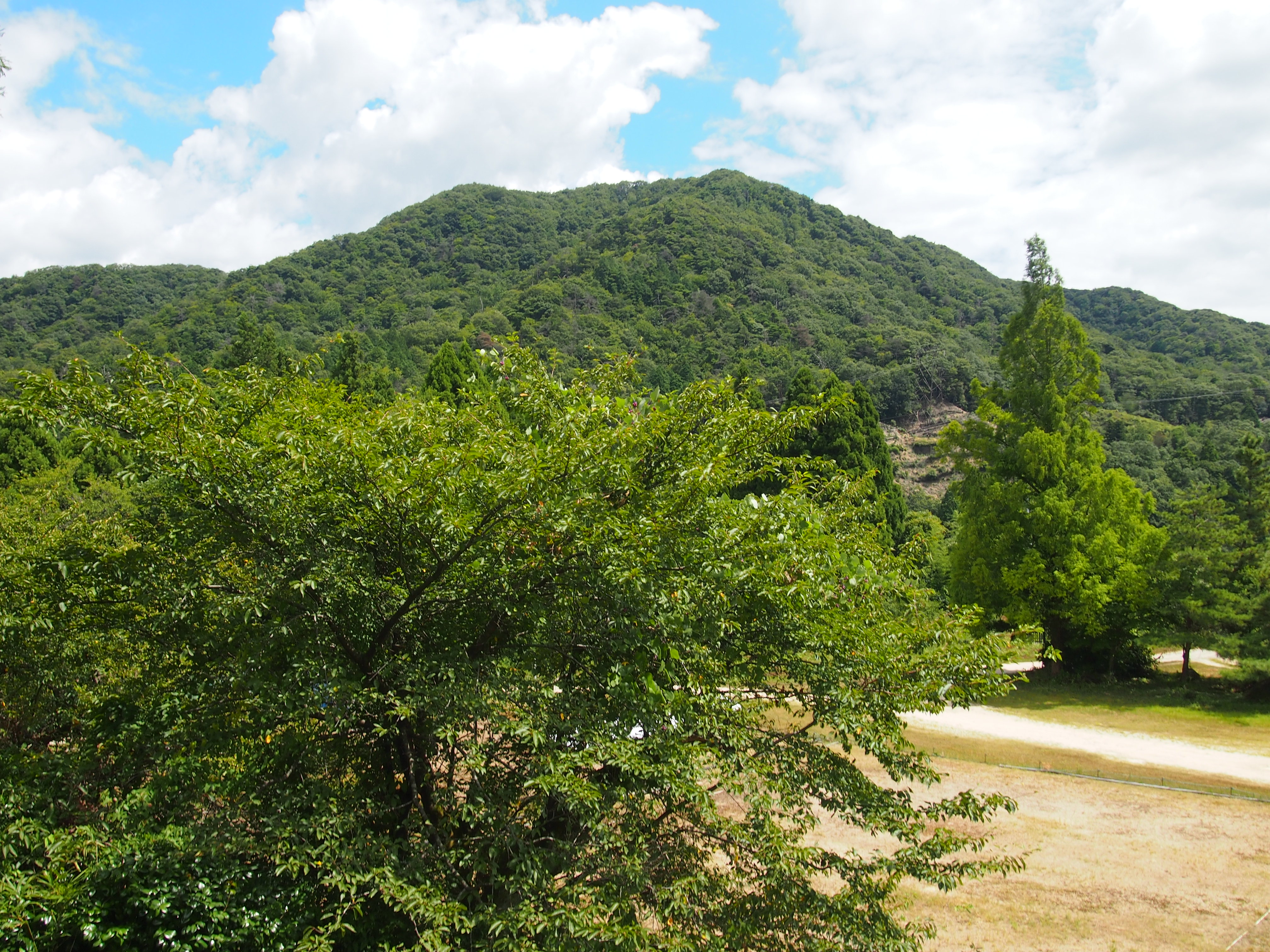
疋壇城から見た三足富士北緯35度35分59秒 東経136度5分59秒 / 北緯35.59972度 東経136.09972度

## 周辺の山
- 岩籠山
- 深坂越